# Norman Ettedgui
Norman Ettedgui Hidalgo (Caracas, Venezuela, 29 de noviembre de 1939 - San José, Costa Rica, 21 de junio de 2024) fue un escritor venezolano dedicado a las novelas juveniles. Ettedgui estudió ingeniería y economía. Posteriormente trabajó como periodista. Fue deportista y hombre de negocios.

## Vida
Nace el 29 de noviembre de 1939 y fallece el 21 de junio de 2024 con 84 años de edad. Hijo de Herman “Chiquitín” Ettedgui Landaeta y Hilda Hidalgo Sucre.
De su primer matrimonio con Margott Ponce tiene tres hijos: Gustavo Enrique, Luis Alejandro y Rossana. De su segundo matrimonio con Marina Anselmi tiene a Norman Alejandro. Hasta la hora de su muerte deja a sus nietos: Yanielle Andrea, Gustavo Enrique, Mariana y Alejandra; y a una bisnieta llamada Valeria Sofía y otra en camino: Victoria Sofía (con 6 meses de embarazo de su nieta mayor)
Sus últimos años los pasa en Costa Rica con su hijo mayor, en donde sufre un ACV del cual fue operado. Lamentablemente no se pudo de recuperar muriendo a los tres meses de la operación.

## Carrera
Estudió economía e ingeniería, ambas incompletas para dedicarse al periodismo deportivo y pronosticador hípico. También se dedicó al comercio. Propietario de varios ejemplares de purasangres. Formó parte del Colegio Nacional de Periodistas de Venezuela. así como de la Junta Directiva del Círculo de Periodistas Hípicos de Venezuela en la década de los 60. Obtuvo el título de Locutor otorgado por el Ministerio de Comunicaciones de Venezuela. Participó como comentarista y pronosticador junto a su primo Carlos Alberto Hidalgo en Monitor Hípico como invitado fijo por Aly Khan, transmitido por RCTV y luego por VTV. Integró el equipo de TV en las dos últimas carreras que disputó Cañonero en la Triple Corona

## Deportes
Aficionado a los deportes, practicó varios entre los cuales destacó en una gran variedad de deportes como bowling, atletismo en corredor, béisbol, sóftbol, golf, e incluso jockey. Su afición al deporte viene de una familia deportista marcada por su padre y se lo transmitió a varios de sus hijos.
Compitió en los 400 metros en los Juegos Centroamericanos y del Caribe. En el sóftbol se destacó como primer bate por sus toques de bola y su velocidad le otorgó varias veces el líder de bases robadas, en el equipo La Fusta. Fue campeón de bowling en el Pin 5 de Los Palos Grandes en Caracas. Una estrella jugando dominó. Y formó parte del equipo La Unión que entrenaba en el estadio Brígido Iriarte
Periodista deportivo destacado en el hipismo y como pronosticador en este ámbito, como se demostró mientras trabajó en la revista La Fusta y Partida entre otras. También destacan varias entrevistas realizadas para el periódico El Nacional.

## Negocios
Como comerciante tuvo un éxito con su revista Pasatiempos y luego con Juego de Letras, De todo un poco, Súper Pasatiempos, y muchas más. Todas ellas formaban parte de Editorial Pasatiempos. También creó la distribuidora Canalpren. Al adquirir una imprenta junto a sus hermanos fundaron El Grupo Editorial EGE que unió a todas las empresas incluyendo las revistas hípicas La Fusta, Partida y 5 y 6, además de otras que publicaron con el tiempo.

## Escritor
Luego se dedica a la escritura de novelas juveniles con la intención de fomentar la lectura entre los niños y adolescentes entre 7 y 18 años. Otros libros fuera de este contorno son: Cuéntame tu vida (Una autobiografía hablando con Dios), Sudokus Exóticos, y deja inconcluso un manuscrito llamado Sobre la existencia de Dios.
Sus obras juveniles son:
- Como Caracas No Hay Dos (2014)
- El Harim (2014)
- Mentes Perversas (2013)
- La Última Profecía (2005)
- Nunca es tarde (2004)
- Un sueño color vinotinto (2003)
- La herencia (2002)
- Una mágica travesura (2001)
- Un milagro en la cascada (2001)
- Los cuentos de Norett (2001)
- Más allá del destino (2000)
- Patinero II (2000)
- El hacedor de ilusiones (1999)
- Santa no quiere a los pobres (1999)
- El reino que no podía ser compartido (1999)
- Patinero (1998)